# Chazān
Chazān (persiska: چيزان, چِزان, جَزان, چزان, Chīzān) är en ort i Iran.   Den ligger i provinsen Markazi, i den nordvästra delen av landet, 250 km sydväst om huvudstaden Teheran. Chazān ligger 1 649 meter över havet och antalet invånare är 803.
Terrängen runt Chazān är en högslätt, och sluttar norrut.Runt Chazān är det ganska tätbefolkat, med 120 invånare per kvadratkilometer. Närmaste större samhälle är Mīlājerd, 12,3 km nordost om Chazān. Trakten runt Chazān består till största delen av jordbruksmark.